# Pandero
Il pandero è uno strumento a percussione appartenente al gruppo dei tamburi a cornice. Il pandero era originario della Mesopotamia, del Medio Oriente, dell'India, della Grecia e di Roma ed era usato soprattutto in contesti religiosi. A differenza della pandereta, non ha sonagli né campanellini e di solito è più grande. Sebbene sulla cornice di legno non ci siano i sonagli o i campanellini, all'interno dei tamburi possono essere trasportati semi, campane, ciottoli o altri piccoli oggetti. Quando colpiscono la pelle che forma la membrana, questi elementi arricchiscono il suo suono grave.